# Diego Giustozzi
Diego Raul Giustozzi (sinh ngày 1 tháng 8 năm 1978 tại Buenos Aires, Argentina là một cựu cầu thủ và huấn luyện viên người Argentina từng thi đấu cho đội tuyển futsal Argentina. Ông hiện là huấn luyện viên trưởng của đội tuyển futsal Việt Nam.

## Sự nghiệp

### Sự nghiệp cầu thủ
Diego Giustozzi bắt đầu sự nghiệp tại Argentina khi thi đấu cho Atlético Lugano, giúp cho đội bóng này có được danh hiệu đầu tiên trong mùa giải. Năm 1999, ông thi đấu cho Fizenre ở Ý. Năm 2003, ông giúp đội tuyển Argentina vô địch Cúp bóng đá trong nhà Nam Mỹ 2003, danh hiệu đầu tiên mà đội tuyển này giành được.  Năm 2005, ông thi đấu Segovia ở Tây Ban Nha.
Năm 2010, ông thi đấu cho Canottieri Lazio ở Ý.  Năm 2012, ông thi đấu cho Real Rieti.  Năm 2013, ông trở về Argentina thi đấu cho River và kết thúc sự nghiệp thi đấu quốc tế từ đây.

### Sự nghiệp huấn luyện
Giustozzi bắt đầu sự nghiệp huấn luyện vào năm 2013 khi ông dẫn dắt Real Rieti. Năm 2014, ông dẫn dắt đội tuyển Argentina và giúp đội bóng này lần đầu tiên vô địch Giải vô địch bóng đá trong nhà thế giới vào năm 2016; đoạt huy chương Bạc tại Đại hội Thể thao Nam Mỹ 2015. Năm 2018, ông dẫn dắt ElPozo Murcia của Tây Ban Nha và giúp cho câu lạc bộ này giành ngôi Á quân tại UEFA Futsal Champions League 2019-2020. Năm 2022, ông dẫn dắt đội tuyển futsal Việt Nam và giúp cho đội tuyển này lọt vào tứ kết Cúp bóng đá trong nhà châu Á 2022 sau trận thua đội tuyển futsal Iran với tỷ số 1-8.